# عائد اجتماعي على الاستثمار

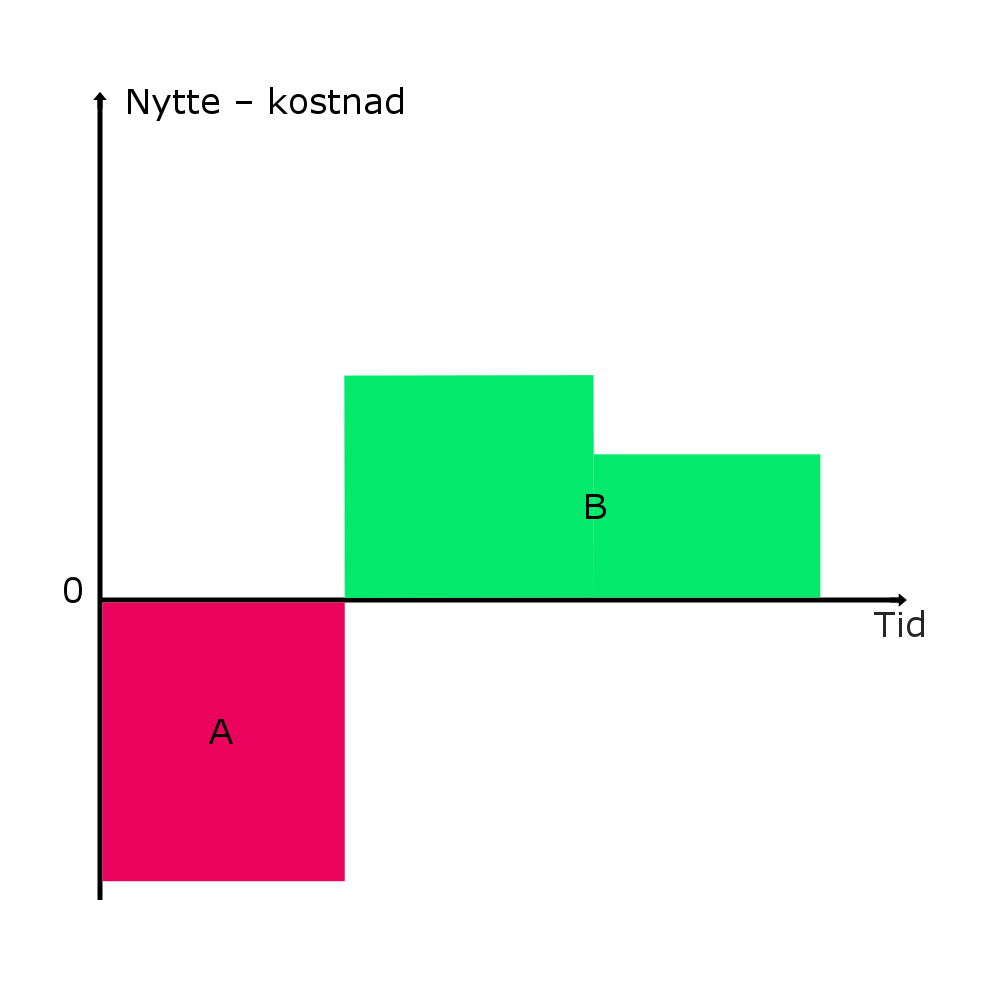

العائد الاجتماعي على الاستثمار (SROI) هي وسيلة لقياس القيمة المالية المضافة تقوم على مبادئ معينة (مثال: القيمة البيئية والاجتماعية التي لا تعكسها الحسابات المالية التقليدية الحالية) والمتعلقة بالموارد المستثمَرة. ويمكن أن يستخدمها أي كيان لتقييم التأثير الواقع على أصحاب المصلحة وتحديد طرق تحسين الأداء وتعزيز أداء الاستثمارات.
وتم تشكيل شبكة في عام 2006 لتسهيل التقييم المستمر لهذه الوسيلة، وهناك ما يزيد عن 750 ممارسًا على مستوى العالم من الأعضاء في شبكة العائد الاجتماعي على الاستثمار.
تقدم وسيلة العائد الاجتماعي على الاستثمار عن طريق شبكتها نهجًا كميًا متسقًا لفهم وإدارة تأثيرات مشروع أو عمل أو مؤسسة أو صندوق أو سياسة ما. وهي تمثل وجهات نظر أصحاب المصلحة وتضع قيم «الوكيل» المالية الخاصة بكل هذه التأثيرات التي يحددونها والتي عادة لا يكون لها قيمة سوقية. والهدف منها تضمين قيم الأفراد التي غالبًا ما تستبعد من السوق بنفس المصطلحات المستخدمة في الأسواق وهي المال؛ من أجل منح الأفراد صوتًا عند اتخاذ قرارات تخصيص الموارد.
كما يستعمل بعض مستخدمي العائد الاجتماعي على الاستثمار إصدارًا من هذه الوسيلة لا يتطلب تعيين كافة التأثيرات لوكيل مالي. وبدلا من ذلك لا تتضمن «آلة العد» التحويل إلى أنواع المعلومات النقدية والكمية والسردية حول القيمة.

## التطور
بينما نجد مصطلح العائد الاجتماعي على الاستثمار في تحليل التكلفة والعائد (CBA)، فقد تم تقديم نهج لحساب العائد الاجتماعي على الاستثمار في سياق المشاريع الاجتماعية لأول مرة في الوثيقة التي قدمها صندوق روبرتس لتنمية المشروعات (REDF) (رسميًا صندوق روبرتس لتنمية المشروعات) والصندوق الخيري في سان فرانسيسكو والذي يقدم ضمانات طويلة الأجل للمؤسسات التي تدير أعمالًا من أجل الصالح الاجتماعي. ومنذ ذلك الحين تطور هذا النهج ليضع في اعتباره التطورات في تقديم تقارير استدامة الشركات وكذلك تطور مجال الحسابات من أجل التأثير الاجتماعي والبيئي. وقد أثار هذا الاهتمام الإدراك المتزايد لأهمية مقاييس إدارة الآثار التي لا تتضمنها حسابات الربح العادي والخسارة وضرورة تركيز هذه المقاييس على الآثار وليس النتائج، وبينما تعتمد وسيلة العائد الاجتماعي على الاستثمار على منطق تحليل التكلفة والعائد، فتتميز بأنها مختلفة من حيث إنها مصممة بوضوح لتوجيه عملية اتخاذ القرار بواسطة مديري الشركات والمستثمرين ممن يركزون على الآثار الاجتماعية والبيئية. وعلى العكس من ذلك، نجد أن تحليل التكلفة والعائد أسلوب متأصل في العلوم الاجتماعية غالبٌا ما تستخدمه الجهات الممولة من خارج المنظمة لتحديد ما إذا كان استثمارهم أو منحهم تتسم بالكفاءة الاقتصادية.
وفي عام 2002، قام مجموعة من المؤسسين من الولايات المتحدة وكندا والمملكة المتحدة وهولندا بدعم مؤسسة هيوليت المختلطة حيث قاموا بتطبيق تحليلات العائد الاجتماعي على الاستثمار إلى جانب تحديد المنهجية. والتقت مجموعة أكبر في عام 2006 لإجراء تنقيح آخر نُشر في 2006 في كتاب العائد الاجتماعي على الاستثمار: دليل العائد الاجتماعي على الاستثمار. وبدأت مؤسسة الاقتصاد الجديد في استكشاف طرق لاختبار وتطوير العائد الاجتماعي على الاستثمار في سياق المملكة المتحدة ونشر كتاب بعنوان دليلك الشخصي إلى العائد الاجتماعي على الاستثمار في عام 2007.
تم تكليف مكتب القطاع الثالث بحكومة المملكة المتحدة والحكومة الاسكتلندية بالبدء في مشروع في عام 2007 لاستمرار تطوير المبادئ التوجيهية التي تسمح للمشروعات الاجتماعية التي تسعى للحصول على منح حكومية ومراعاة تأثيرها باستخدام طريقة متسقة متغيرة. ونتج عن ذلك تنقيح رسمي آخر لهذه الوسيلة التي أنتجها تحالف تقوده شبكة العائد الاجتماعي على الاستثمار، ونشر في دليل العائد الاجتماعي على الاستثمار في عام 2009.
وأدت هذه التطورات التي حدثت في المملكة المتحدة إلى عقد اتفاق بين شبكة الحسابات ومراجعة الحسابات الاجتماعية (SAA) وشبكة العائد الاجتماعي على الاستثمارات على مبادئ أساسية، وكما هو الحال في عام 2009، تم تحديد كل هذه المبادئ ما عدا واحد منها، وهي من المبادئ الشائعة الآن في إطاري العمل. وهذه المبادئ هي:
• أصحاب المصلحة المشتركين.
• فهم ماهية التغييرات.
• تقييم الأشياء الضرورية.
• تضمين الأشياء المادية فقط.
• عدم المبالغة في المطالبة.
• الشفافية.
• التحقق من النتيجة.
يتضمن «تقييم الأشياء التي تستحق» استخدام وكلاء ماليين وتسييل القيمة وهو أمر يتفرد به نهج العائد الاجتماعي على الاستثمار.
في عام 2008، قامت شركة سوشيال إيفاليتور في هولندا بإنشاء أداة تتكون من عشر خطوات يقوم بها المستخدمون لتطوير تحليل العائد الاجتماعي على الاستثمار. وحتى تاريخه أنتج ما يقرب من 60 مستخدمًا و500 حالة تقريبًا ومئات المؤشرات المتعلقة بمختلف الصناعات ومجالات القضايا.
ومؤخرًا قامت شركة سوشيال آسيت ميجرمنت، وهي شركة برمجيات واستشارات كندية بتطوير مجموعة ذكاء العائد الاجتماعي وهي مكونة من منتجين من البرمجيات المتداخلة: مجموعة التقارير والإدارة المؤثرة (IIRM)وخدمة قاعدة بيانات الوكلاء الماليين (SDS). وأنشئت شركة سابيتا بتمويل من المجلس القومي للبحوث في كندا وتضم ما يزيد عن 500 مؤشرًا ووكيل مالي تم تعديلها من أجل التضخم ومتدرجة وفق عامل سام - وهو خوارزمية خاصة مقسمة لعشر درجات من 0-10 على أساس نوعية المصادر المستخدمة من أجل إنشاء الوكيل المالي. ويسمح مقياس إيرا لغير الممارسين لوسيلة العائد الاجتماعي على الاستثمار بكتابة تقارير في إطار هذه الوسيلة من أجل إنشاء تقارير تأثيرات نقدية وغير نقدية وتقارير النتائج والعائدات.
وفي الفترة من 2009-2010، اقترح الداعمون لشبكة العائد الاجتماعي على الاستثمار إنشاء روابط بين تحليل العائد الاجتماعي على الاستثمار ومقياس المحاسبة والتدقيق الاجتماعي (IRIS), وهي مبادرة لإيجاد مجموعة مشتركة من المصطلحات والتعاريف لوصف الأداء الاجتماعي والبيئي لمؤسسة ما. واستمرت النقاشات حول أفضل السبل للقيام بذلك.
ووجدت بعض المؤسسات التي استخدمت العائد الاجتماعي على الاستثمار أداة مفيدة للتعليم المؤسسي.